# Jean-Marc Mormeck
Chris Cornelius Byrd (nacido el 3 de junio de 1972 en Pointe-à-Pitre, Guadalupe) es un boxeador francés que llegó a ser campeón del mundo de los pesos crucero para la Asociación Mundial de Boxeo y para el Consejo Mundial de Boxeo.

## Biografía
Mormeck nació en Pointe-à-Pitre, en Guadalupe. Sus padres son Fulbert y Sonia Mormeck. A los seis años se fue con su familia a París y practicó fútbol y muay thai como aficionado. Después de ver combates de boxeo por televisión se aficionó y comenzó a entrenar disputó combates en 1990 como aficionado y desde 1995 como profesional.
El 10 de noviembre de 1998 ganó el título semipesado de Francia por decisión unánime ante Alain Simon. Lo defendió en tres ocasiones antes de renunciar a él. El 23 de febrero de 2002, disputa el título mundial de la Asociación Mundial de Boxeo crucero ante Virgil Hill. En el octavo asalto, Hill no respondió a la pregunta del árbitro y perdió el combate siendo así Mormeck en nuevo campeón mundial. Después de tres defensas unificó el título con el del Consejo Mundial de Boxeo que poseía Wayne Braithwaite al que ganó por decisión unánime en doce asaltos. Después de ese combate volvió a unificar los títulos con O'Neil Bell que poseía el cinturón de la Federación Internacional de Boxeo pero perdió el combate por nocaut en el décimo asalto. En la revancha por los títulos del Consejo y de la Asociación, Mormeck ganó el combate por decisión unánime recuperando los cinturones que el 10 de noviembre de 2007 volvió a perder en la defensa ante David Haye por nocaut técnico en el séptimo asalto.

## Récord profesional
| 37 Ganadas (23 KOs), 6 Derrotas (3 KOs) |        |                                  |      |               |            |                                                                   | |
| Res.                                    | Record | Oponente                         | Tipo | Rd., Tiempo   | Datos      | Localidad                                                         | Notas |
| Derrota                                 | 37–6   | Mateusz Masternak                | MD   | 10            | 06/12/2014 | Palais des sports Robert Charpentier, Issy-les-Moulineaux, France | |
| Victoria                                | 37–5   | Tamas Lodi                       | TKO  | 4 (10)        | 26/06/2014 | Patinoire d'Asnieres, Asnières-sur-Seine, France                  | |
| Derrota                                 | 36–5   | Wladimir Klitschko               | KO   | 4 (12), 1:12  | 03/03/2012 | Esprit Arena, Düsseldorf, Germany                                 | Por los títulos WBA (Super), IBF, WBO, IBO, The Ring, y lineales del peso pesado.                                           |
| Victoria                                | 36–4   | Timur Ibragimov                  | SD   | 12            | 02/12/2010 | Halle Georges Carpentier, Paris, Francia                          | Gana el vacante título WBA International del peso pesado                                                                    |
| Victoria                                | 35–4   | Fres Oquendo                     | UD   | 10            | 06/05/2010 | Halle Georges Carpentier, París, Francia                          | |
| Victoria                                | 34–4   | Vinny Maddalone                  | UD   | 8             | 17/12/2009 | Halle Georges Carpentier, París, Francia                          | |
| Derrota                                 | 33–4   | David Haye                       | TKO  | 7 (12), 1:54  | 10/11/2007 | Palais des sports Marcel-Cerdan, Levallois-Perret, Francia        | Pierde los títulos WBA (Unified), WBC, The Ring, y lineales del peso cruiser                                                |
| Victoria                                | 33–3   | O'Neil Bell                      | UD   | 12            | 17/03/2007 | Palais des sports Marcel-Cerdan, Levallois-Perret, France         | Gana los títulos WBA (Unified), WBC, The Ring, y lineales del peso cruiser                                                  |
| Victoria                                | 32–3   | Sebastian Hill                   | TKO  | 4 (10), 2:32  | 08/07/2006 | Savvis Center, San Luis, Misuri, US                               | |
| Derrota                                 | 31–3   | O'Neil Bell                      | KO   | 10 (12), 2:50 | 07/01/2006 | Madison Square Garden, New York City, New York, US                | Pierde los títulos WBA (Unified), WBC, y The Ring del peso cruiser; Por el título de la IBF y los lineales del peso crucero |
| Victoria                                | 31–2   | Wayne Braithwaite                | UD   | 12            | 02/04/2005 | DCU Center, Worcester, Massachusetts, US                          | Retiene el título WBA (Unified) del peso cruiser; Gana los títulos WBC y vacante The Ring del peso crucero                  |
| Victoria                                | 30–2   | Virgil Hill                      | UD   | 12            | 22/05/2004 | Carnival City, Brakpan, Sudáfrica                                 | Retiene el título WBA del peso cruiser                                                                                      |
| Victoria                                | 29–2   | Alexander Gurov                  | TKO  | 8 (12), 0:32  | 01/03/2003 | Thomas & Mack Center, Paradise, Nevada, US                        | Retiene el título WBA del peso cruiser                                                                                      |
| Victoria                                | 28–2   | Dale Brown (boxeador) (boxeador) | TKO  | 8 (12)        | 10/08/2002 | Plages du Prado, Marseille, Francia                               | Retiene el título de la WBA del peso cruiser                                                                                |
| Victoria                                | 27–2   | Virgil Hill                      | RTD  | 9 (12), 0:01  | 23/02/2002 | Palais des Sports, Marseille, Francia                             | Gana el título WBA del peso cruiser                                                                                         |
| Victoria                                | 26–2   | Franklin Edmondson               | PTS  | 8             | 08/10/2001 | Palais des Sports, París, Francia                                 | |
| Victoria                                | 25–2   | Vinson Durham                    | TKO  | 2 (8)         | 04/08/2001 | Plages du Prado, Marseille, Francia                               | |
| Victoria                                | 24–2   | Antonio Fernando Caldas Jr.      | TKO  | 3 (8)         | 14/05/2001 | Palais des Sports, Paris, Francia                                 | |
| Victoria                                | 23–2   | Valeriy Vykhor                   | TKO  | 3 (10)        | 03/04/2001 | Salle Bellevue, Fréjus, Francia                                   | |
| Victoria                                | 22–2   | Juan Carlos Viloria              | TKO  | 10 (12)       | 29/01/2001 | Palais des Sports, Paris, Francia                                 | Retiene el título WBA Intercontinental del peso semipesado                                                                  |
| Victoria                                | 21–2   | Livin Castillo                   | TKO  | 3 (12), 2:36  | 16/12/2000 | Forum Bicentenario, Maracay, Venezuela                            | Por el vacante título WBA Intercontinental del peso semipesado                                                              |
| Victoria                                | 20–2   | Jerry Williams                   | TKO  | 6 (8)         | 03/10/2000 | Ice Hall, Helsinki, Finlandia                                     | |
| Victoria                                | 19–2   | Antonio Pedro Quiganga           | TKO  | 2 (8)         | 16/09/2000 | Châteauroux, Francia                                              | |
| Victoria                                | 18–2   | Kostyantyn Okhrey                | TKO  | 3 (8)         | 16/05/2000 | Boulogne-sur-Mer, Francia                                         | |
| Victoria                                | 17–2   | Tim Hillie                       | KO   | 4 (8)         | 25/04/2000 | Saint-Quentin, Francia                                            | |
| Victoria                                | 16–2   | Jerry Williams                   | KO   | 7 (10)        | 07/03/2000 | Dijon, Francia                                                    | |
| Victoria                                | 15–2   | Rob Bleakley                     | TKO  | 4 (8)         | 15/02/2000 | Palais des Sports, Épinal, Francia                                | |
| Victoria                                | 14–2   | Bruce Rumbolz                    | TKO  | 4 (10)        | 07/12/1999 | Saint-Vallier, Francia                                            | |
| Victoria                                | 13–2   | Pascal Warusfel                  | UD   | 10            | 26/10/1999 | Guilherand-Granges, Francia                                       | Retiene el título de Francia del peso semi-pesado                                                                           |
| Victoria                                | 12–2   | Ganguina Larme                   | PTS  | 10            | 18/05/1999 | Noisy-le-Grand, France                                            | Retiene el título de Francia del peso semi-pesado                                                                           |
| Victoria                                | 11–2   | Joe Stevenson                    | TKO  | 2 (8)         | 02/02/1999 | Pont-Sainte-Maxence, Francia                                      | |
| Victoria                                | 10–2   | Alain Simon                      | SD   | 10            | 10/11/1998 | Pont-Sainte-Maxence, Francia                                      | Gana el título de Francia del peso semi-pesado                                                                              |
| Victoria                                | 9–2    | Konstantin Semerdjiev            | TKO  | 5 (8)         | 13/10/1998 | Guilherand-Granges, Francia                                       | |
| Victoria                                | 8–2    | Kamel Amrane                     | PTS  | 8             | 23/05/1998 | Noisy-le-Grand, Francia                                           | |
| Victoria                                | 7–2    | Turan Bagci                      | PTS  | 8             | 20/01/1998 | Levallois-Perret, Francia                                         | |
| Victoria                                | 6–2    | Kalin Stoyanov                   | TKO  | 7 (8)         | 20/12/1997 | Bobigny, Francia                                                  | |
| Victoria                                | 5–2    | Juan Nelongo                     | TKO  | 3 (6)         | 05/11/1997 | Santa Cruz de Tenerife, España                                    | |
| Victoria                                | 4–2    | Harri Hakulinen                  | PTS  | 6             | 24/06/1997 | Pont-Audemer, Francia                                             | |
| Derrota                                 | 3–2    | Dominique Mansare                | PTS  | 6             | 13/06/1997 | Clermont-Ferrand, Francia                                         | |
| Derrota                                 | 3–1    | Lee Manuel Ossie                 | PTS  | 4             | 22/05/1997 | Los Cristianos, España                                            | |
| Victoria                                | 3–0    | Thierry Vuillemin                | PTS  | 6             | 08/03/1997 | Noisy-le-Grand, Francia                                           | |
| Victoria                                | 2–0    | Frederic Goutal                  | TKO  | 4 (6)         | 19/05/1995 | Saint-Lô, Francia                                                 | |
| Victoria                                | 1–0    | Pierrick Trideau                 | TKO  | 1 (4)         | 25/03/1995 | Noisy-le-Grand, Francia                                           | Debut profesional |